# Étoiles mourantes
 (avril 2021).
Si vous disposez d'ouvrages ou d'articles de référence ou si vous connaissez des sites web de qualité traitant du thème abordé ici, merci de compléter l'article en donnant les références utiles à sa vérifiabilité et en les liant à la section « Notes et références ».
Étoiles mourantes est un roman de science-fiction des écrivains français Ayerdhal et Jean-Claude Dunyach. Paru en 1999, cet ouvrage décrit l'univers humain après que l'humanité a été séparée en quatre rameaux par les Animaux-villes. Le roman a obtenu le prix Tour Eiffel de science-fiction 1999 ainsi que le prix Ozone 2000.
Le roman se déroule sept cents ans après Étoiles mortes, roman écrit par Jean-Claude Dunyach seul. Paru en 1991, il avait gagné le prix Rosny aîné en 1992.

## Intrigue
Réunis pour la seconde fois seulement depuis leur dispersion, les rameaux vont assister au spectacle le plus rare de l'univers : la mort d'une étoile binaire. À cette occasion chacun apportera des cadeaux. Et certains espèrent même plus que cela à l'heure où les rameaux n'ont jamais été plus éloignés physiquement, mais plus proches de se faire une guerre totale tant leurs idéologies sont désormais différentes. Universalisme et refus de la xénophobie sont les deux thèmes principaux de ce roman.

## Analyse

### Animaux-villes
Capable de se déplacer dans l'univers entre des nœuds, ou singularités, les animaux-villes sont une espèce extra-terrestre. Elles (le pronom féminin est de rigueur en parlant de villes) accueillent indifféremment des formes de vie en leur sein. Ainsi lors de leur rencontre avec l'humanité elles lui ont permis le voyage à très grande distance dans l'univers, provoquant par la même occasion un bouleversement politique à grande échelle. Afin de protéger l'humanité contre elle-même, elles ont alors envoyé trois rameaux loin de la Terre.

### Rameaux
Les quatre rameaux sont les suivants :
- les Mécanistes : les mécanistes sont des guerriers, et leur science du combat n'a d'égale que leur capacité à créer des armures d'une puissance phénoménale ;
- les Connectés : unis autour du réseau, ce sont des spécialistes en nanotechnologies, et particulièrement en informatique et en intelligence artificielle :
- les Organiques : adaptés à la vie au sein d'animaux-villes les organiques possèdent une parcelle de leur patrimoine génétique ;
- les Originels : ils vivent encore sur Terre, mais leur population est désormais composée majoritairement de fantômes, des copies d'âmes défuntes conservées informatiquement.

Citation : Il est grand temps de s'apercevoir que ce qui divise les rameaux tient moins de leurs différences que de leurs similitudes, dont le racisme et l'autosatisfaction sont les pires exemples.

### Mécanisme
Le Mécanisme est une société de castes. Les armuriers y sont la noblesse et les femmes n'y ont aucun droit. Vêtus de leurs armures les guerriers mécanistes n'ont guère de rivaux, pas même chez les plus féroces représentants du règne animal. Mais une fois épousée l'armure, le mécaniste est littéralement lié à vie à celle-ci. Elle s'imprègne de son âme, et l'ensemble mécaniste + armure devient un tout. Lors de la mort du mécaniste, l'armure est héritée par un nouveau mécaniste : le conflit qui naît alors de la différence entre le nouvel occupant et l’imprégnation de l'ancien est permanent. Seuls les plus méritants reçoivent donc une armure vierge pour s'y imprégner eux-mêmes.

### Connectés
Le flagelle dont ils sont dotés leur permet de se connecter à leur réseau global. Ils vivent dans des stations orbitales, les Symbiases, et sont incapables physiologiquement de supporter la déconnexion du réseau au point qu'elle provoque rapidement la mort. Faibles militairement ils compensent leur faiblesse par la diplomatie et leur avancée en termes d'intelligences artificielles et en nanotechnologies.

### Organiques
Mutants et anarchistes les organiques ont la particularité de posséder un symbiote. Celui-ci leur confère une biologie et une physiologie surhumaine, mais en compensation l'humain doit lutter contre son symbiote lorsqu'il tente régulièrement de prendre le contrôle : lors de cet événement l'organique produit un objet, convergence de l'énergie de cette lutte. C'est le don de cet objet qui le libère.
Les organiques vivent à l'intérieur d'animaux-villes, et sont en contact permanent avec eux, contrairement à la majorité des individus des autres rameaux.

### Originels
Avec à la tête de leur société le Charon, les originels habitent encore sur Terre. Spécialistes en psychologie ils sont en particulier capable de créer des copies d'eux-mêmes avant leur mort, pour survivre sous forme de fantôme, une image informatisée semblable à un enregistrement du défunt. Leur population est majoritairement composée de ces fantômes, qui ont par ailleurs le droit de vote.